# Niddesa
El Niddesa (abreviado, "Nidd") es una escritura budista, parte del Canon Pali del budismo theravada. Está incluido en el Khuddaka Nikaya del Sutta Pitaka. Se presenta en forma de comentario sobre partes del Sutta nipata. La tradición lo atribuye al discípulo del Buda, Sariputta y se divide en dos partes:
- Maha Niddesa (mahā-) (abreviado, "Nidd I" o "Nd1"), comentando sobre el Atthaka Vagga ("Capítulo del Octeto," Sn 4);
- Culla o Cula Niddesa (cūḷa-) (abreviado, "Nidd II" o "Nd2"), comentando sobre el Parayana Vagga ("Capítulo del camino a la otra orilla" Sn 5) y el Khaggavisana Sutta ("Discurso del rinoceronte" Sn 1.3).

Se cree que este texto fue compuesto, probablemente, no después del siglo I a. C.